# Neophylax relictus
Neophylax relictus är en nattsländeart som först beskrevs av Martynov 1935.  Neophylax relictus ingår i släktet Neophylax och familjen Uenoidae. Inga underarter finns listade i Catalogue of Life.